# فوكس سبورتس (أستراليا)
 فوكس سبورتس (أستراليا) Fox Sports هي مجموعة من القنوات الرياضية الأسترالية،  وهي مملوكة لشركة فوكستيل. منافسيها الرئيسيين هم ESPN وبي إن سبورتس، وكلاهما متاح كجزء من اشتراك فوكستيل.
تختلف فوكس سبورتس في أستراليا عن غيرها من القنوات التي تحمل علامة Fox Sports في الولايات المتحدة وأماكن أخرى حول العالم من حيث أنها ليست مملوكة لشركة Fox Corporation ، ولكن لشركة Foxtel . ومع ذلك تظل الشركتان تحت سيطرة عائلة مردوخ، حيث إن شركة فوكستل مملوكة بالأغلبية لشركة نيوز كورب أستراليا التي تسيطر عليها مردوخ.

## القنوات
- Fox Sports News : القناة 500 والقناة 254 بدقة عالية HD.
- Fox Cricket : القناة 501 والقناة 255 255 بدقة عالية HD. تحمل علامة Fox Sports 1 قبل 23 فبراير 2017، ثم تحمل علامة Fox Sports 501 من 23 فبراير 2017 إلى 17 سبتمبر 2018.
- Fox League : القناة 502 والقناة 256 in HD. وصفت بـ Fox Sports 2 قبل 23 فبراير 2017.[2]
- Fox Sports 503 : القناة 503 والقناة 257 بدقة عالية. وصفت بـ Fox Sports 3 قبل 23 فبراير 2017. [2]
- Fox Footy : القناة 504 والقناة 258 بدقة عالية.
- Fox Sports 505 : القناة 505 والقناة 259 بدقة عالية. وصفت بـ Fox Sports 4 قبل 23 فبراير 2017. [2]
- Fox Sports 506 : القناة 506 والقناة 260 بدقة عالية. وصفت بـ Fox Sports 5 قبل 23 فبراير 2017. [2]
- Fox Sports More : القناة 507 والقناة 264 بدقة عالية. على الرغم من البث 24/7، إلا أن القناة تعمل كقناة منبثقة فقط مع البرمجة العرضية. [2]

### قنوات اضافية (على فوكستيل)
- ESPN
- ESPN2
- يوروسبورت
- بين الرياضية 1
- بين الرياضية 2
- بين سبورت 3
- تشيلسي تي في
- LFC TV
- MUTV
- Sky Racing 1 و 2 و Thoroughbred Central

## المسابقات الناقلة
الرياضة والمسابقات التي بثتها قناة فوكس سبورتس (في 2019).

### كرة القدم
- Hyundai A-League (جميع الألعاب مباشرة ومباريات ليلة السبت التي تتم مشاركتها مع Network Ten)
- سلسلة نهائيات Hyundai A-League (تعيش جميع الألعاب ومشاركتها مع Network Ten)
- دوري أبطال آسيا (جميع الألعاب التي تشارك فيها الفرق الأسترالية مباشرة، بالإضافة إلى بعضها الآخر)
- كأس آسيا AFC (جميع الألعاب، 28 مباراة (بما في ذلك فريق Socceroos) مباشرة حصرياً)
- منتخب أستراليا (تشمل جميع مباريات كأس الاتحاد الآسيوي وشاملة كأس العالم FIFA نهائيات الألعاب، وتقاسمها مع عشرة شبكة)
- I-League (يتم الإعلان عنه لاحقًا) [3]
- مباريات كرة القدم الدولية منفصلة أخرى
- Westfield W-League (مباراة حية واحدة في الأسبوع، بالإضافة إلى كل من نصف النهائي ونهاية النهائي الكبير؛ شارك مع SBS Viceland)

## روابط خارجية
- الموقع الرسمي
- بث قناة Fox Sports بث بطولة كأس الأبطال ODI للكريكيت بث مباشر في أستراليا